# オクサナ・シュヴェッツ
オクサナ・オレクサンドリウナ・シュヴェッツ（ウクライナ語: Оксана Олександрівна Швець、1955年2月10日 - 2022年3月17日）は、ウクライナの女優。2022年にロシア大統領ウラジーミル・プーチンが起こしたウクライナ侵略戦争の最中ロシア軍により殺害された。

## 経歴
キーウに生まれる。1975年にイヴァン・フランコ国立劇場を卒業。1986年にI. K.カルペンコ＝カリー国立劇場やキーウ劇場の教師になった。1980年の設立から死去までキーウ国立アカデミー青少年劇場の女優となる。1996年にはウクライナ功労芸術家の称号を受賞した。
舞台女優としての仕事が多かったが、いくつかの映画やドラマにも出演した。『Завтра буде завтра』、『Таємниця «Святого Патрика»』、『Будинок з лілеями』などに出演した。

## 死
2022年2月24日からロシア大統領ウラジーミル・プーチンの命令によりロシア軍がウクライナ侵略戦争を開始した。キーウで暮らしていた彼女は3月17日のロシア軍のミサイル攻撃により殺害された。